# Đội tuyển Fed Cup Slovenia
Đội tuyển Fed Cup Slovenia đại diện Slovenia ở giải đấu quần vợt Fed Cup và được quản lý bởi Hiệp hội Quần vợt Slovenia.  Đội hiện tại thi đấu ở Nhóm Thế giới II.

## Lịch sử
Slovenia tham dự kì Fed Cup đầu tiên vào năm 1992.  Thành tích tốt nhất của đội là vào tứ kết năm 2003.  Trước năm 1992, các vận động viên Slovenia đại diện cho Nam Tư.

## Đội hình hiện tại (2017)
- Tamara Zidanšek
- Dalila Jakupović
- Kaja Juvan
- Andreja Klepač